# Liste des œuvres de Thomas d'Aquin

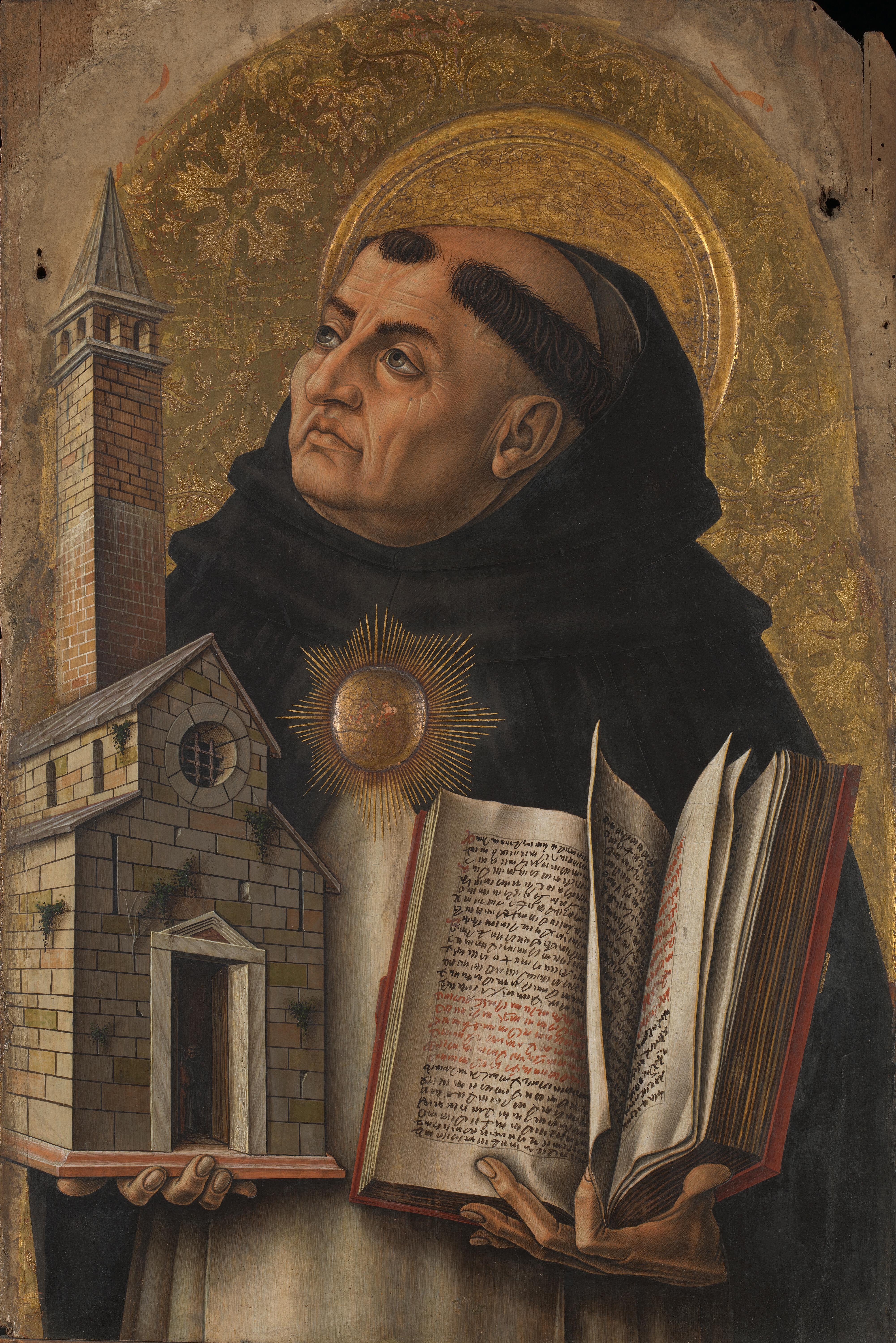
Thomas d'Aquin par Carlo Crivelli.

## Liste des œuvres

### Travaux théologiques
- Scriptum super Sententiis, ou Scriptum super libros Sententiarum, commentaire du livre des Sentences de Pierre Lombard (à Paris, 1254-1256), que les bacheliers sententiaires devaient étudier et commenter durant deux ans. Pas de trad. fr.
- Contra impugnantes Dei cultum et religionem (Contre ceux qui combattent le culte de Dieu et la religion) (à Paris, septembre-octobre 1256). Réfutation d'une œuvre de Guillaume de Saint-Amour.
- Summa contra Gentiles (Somme contre les Gentils) (commencée à Paris en 1258, terminée à Naples en 1265). Œuvre composée à la demande de Raymond Penàfort qui avait pour but « d'écrire un ouvrage contre les erreurs des infidèles à l'usage des missionnaires dominicains prêchant contre les musulmans, les juifs et les chrétiens hérétiques ». Trad. fr. par C. Michon, V. Aubin et D. Moreau, Somme contre les Gentils, Garnier-Flammarion, 1999, 4 t. ; trad. par R. Bernier, M. Corvez, etc. (1951-1961), Somme contre les Gentils, Cerf, 1993.
- Contra errores Graecorum (Contre les erreurs des Grecs) (à Orvieto, été 1263). Trad. fr. Opuscules de saint Thomas d'Aquin, Vrin, t. 2, p. 1-76.
- Summa theologiae (Somme théologique) (commencée à Rome en 1266-1273 ; œuvre inachevée). L'œuvre majeure de Thomas d'Aquin entreprise dans le but de guider les débutants du studium de théologie. Trad. fr. par A. M. Roguet, Somme théologique, Cerf, 4 t., 1984-1986.
- De aeternitate mundi (De l'éternité du monde) (Paris, printemps 1271). Trad. fr. in Opuscules de saint Thomas d'Aquin, Vrin, t. 6, 1984, p. 551-560.
- L'Âme et le Corps (Somme de théologie, Ia, q. 75-76). Trad. fr. Jean-Baptiste Brenet, Vrin, 2010, 232 pages  (ISBN 978-2-71162-688-5)
- L'âme humaine (Somme de théologie, Ia, q. 75-83). Trad. fr. et notes de François-Xavier Putallaz Cerf, Paris, 2018, 779 pages  (ISBN 978-2-204-12664-9)

### Opuscules
88 opuscules, notamment sur le Notre Père, sur le Je vous salue Marie, etc. Ce sont des écrits courts destinés à des individus divers, selon diverses circonstances sur des sujets divers.
- De ente et essentia (De l'être et de l'essence) (à Paris, 1252). Ouvrage destiné à ses confrères du couvent saint-Jacques. Trad. fr. : L'être et l'essence, Vrin, 1991.
- De principiis naturae (Des principes de la nature) (à Paris, 1253). Trad. fr. par J. Madiran : Les principes de la réalité naturelle, Nouvelles Éditions Latines, 1994.
- De perfectione spiritualis vitae (De la Perfection de la Vie Spirituelle) (à Paris, 1254-56). Trad. fr. par Jacques Ménard : La Perfection de la Vie Spirituelle, Éditions Docteur angélique, 2018.
- De articulis fidei et Ecclesiae sacramentis (Des articles de la foi et les sacrements de l'Église) (à Orvieto, 1261-1265). Trad. fr. G. Emery, Les raisons de la foi. Les articles de la foi et les sacrements de l'Église, coll. "Sagesses chrétiennes", 1999.
- De rationibus fidei (Des raisons de la foi) (à Orvieto, 1265). Trad. fr. G. Emery, Les raisons de la foi. Les articles de la foi et les sacrements de l'Église, coll. "Sagesses chrétiennes", 1999.
- De Regno (Du Royaume) (1265-1266), Éditions Louis Vivès, 1857.
- De occultis operationibus naturae (Sur les opérations cachées de la nature) (à Paris, 1268-1272). Trad. fr. par B. Couillaud : L'astrologie. Les opérations cachées de la nature. Les sorts, Les Belles Lettres, 2008.
- De iudiciis astrorum (Des jugements des astres) (à Paris, 1269-1272). Trad. fr. par B. Couillaud : L'astrologie. Les opérations cachées de la nature. Les sorts, Les Belles Lettres, 2008.
- Compendium theologiae (Compendium de théologie) (à Paris ou Naples 1265-1267 - ouvrage inachevé) (bref traité sur la foi Chrétienne). Trad. fr. par Jean Kreit : Bref résumé de la foi chrétienne. Compendium theologiae, NEL, 1985.
- De unitate intellectus contra Averroistas (De l'unité de l'intellect contre les averroïstes) (à Paris, 1270). Trad. fr. par Alain de Libera, Contre Averroès, Garnier-Flammarion, 2° éd. 1997.

### Questions disputées
Questions disputées à l'université de Paris, puis rédigées et publiées par Thomas d'Aquin.
- Quaestiones disputatae De veritate (à Paris en 1256-1259). Compte rendu ordonné de 29 questions disputées sur la vérité. Question I : trad. fr. par C. Brouwer et M. Peeters, Questions disputées sur la vérité, Vrin, 2002. Question II : trad. fr. par S.-Th. Bonino, Questions disputées sur la vérité, Cerf, Éditions de Fribourg, 1996.
- Qaestiones disputatae De potentia (à Rome, 1265-1266). 10 questions disputées. Pas de trad. fr.
- Quaestio disputata De spiritualibus creaturis (à Rome 1267-1268). Pas de trad. fr.
- Quaestiones disputatae De anima (à Rome, 1266-1267). 21 articles de disputatio sur l'âme. Pas de trad. fr.
- Quaestiones disputatae De malo (à Paris, 1270-1271). 16 questions disputées sur le mal. Trad. fr. par les moines de Fontgombault : Questions disputées sur le mal, 1992, 2 t.
- Quaestio disputata De unione Verbi incarnati (Question disputée L'union du Verbe incarné (à Paris, 1272). Trad. fr. par M.-H. Deloffre : Question disputée L'union du Verbe incarné, Vrin, 2000.

### Questions quodlibétiques
Quaestiones de quolibet I-XII (12 quodlibets) ou questions disputées universitaires dont le sujet est proposé par les assistants. Quodlibet VII-XI (Paris, 1256) ; Quodlibet I-VI et XII (Paris, 1268-1272). Trad. fr. par Jacques Ménard, Questions quodlibétiques, Éditions Docteur angélique, 2014.

### Commentaires bibliques
- Expositio super Isaiam ad litteram (Commentaire du prophète Isaïe) (à Cologne, 1251-1252). Trad. Revue théologique, 90 (1990), p. 5-47.
- Super Ieremiam et Threnos (Commentaire des Lamentations de Jérémie) (à Cologne ou Paris, 1252-1253). Pas de trad. fr.
- Expositio super Iob ad litteram (Commentaire littéral du livre de Job) (à Naples, 1263-1265). Trad. fr. : Job, un homme pour notre temps, Paris, 1982.
- Glossa continua super Evangelia. Catena aurea (Glose continue des Évangiles. La chaîne d'or) (Orvieto, Rome, 1263 à 1264). Glose sur les quatre Évangiles à partir des écrits de Pères grecs et latins. Trad. fr. : La chaîne d'or, Vivès, 1854-1855.
- Expositio et Lectura super Epistolas Pauli Apostoli (Commentaire de la totalité des lettres de Paul de Tarse). 1263-1265. Trad. fr. : Commentaires de saint Thomas sur toutes les épîtres de S. Paul, Vivès, 1869-1874 ; nouvelle trad. en cours par J.- E.  Stroobant de Saint-Eloy (Romains, Cerf, 1999 ; 1 Corinthiens, Cerf, 2002 ; 2 Corinthiens, Cerf, 2005 ; Galates, Cerf, 2008 ; Ephésiens, Cerf, 2012 ; Philippiens et Colossiens, Cerf, 2015 ; Thessaloniciens 1 & 2, Cerf, 2016).
- Lectura super Matthaeum (Commentaire de l'Évangile de saint Mathieu). (1269-1270). Édition La Caverne du Pèlerin, 2020.
- Lectura super Ioannem (Commentaire de l'Évangile de saint Jean). (1270-1272). Trad. fr. : Commentaire sur l'Évangile de saint Jean, 3 t., 1981, 1982, 1987.
- Postilla super Psalmos (Commentaire du livre des psaumes) (jusqu'au psaume 54) (1273). Trad. fr. par J.- E. Stroobant de Saint-Eloy, Commentaire sur les Psaumes, Cerf, 1996.

### Commentaires d’Aristote

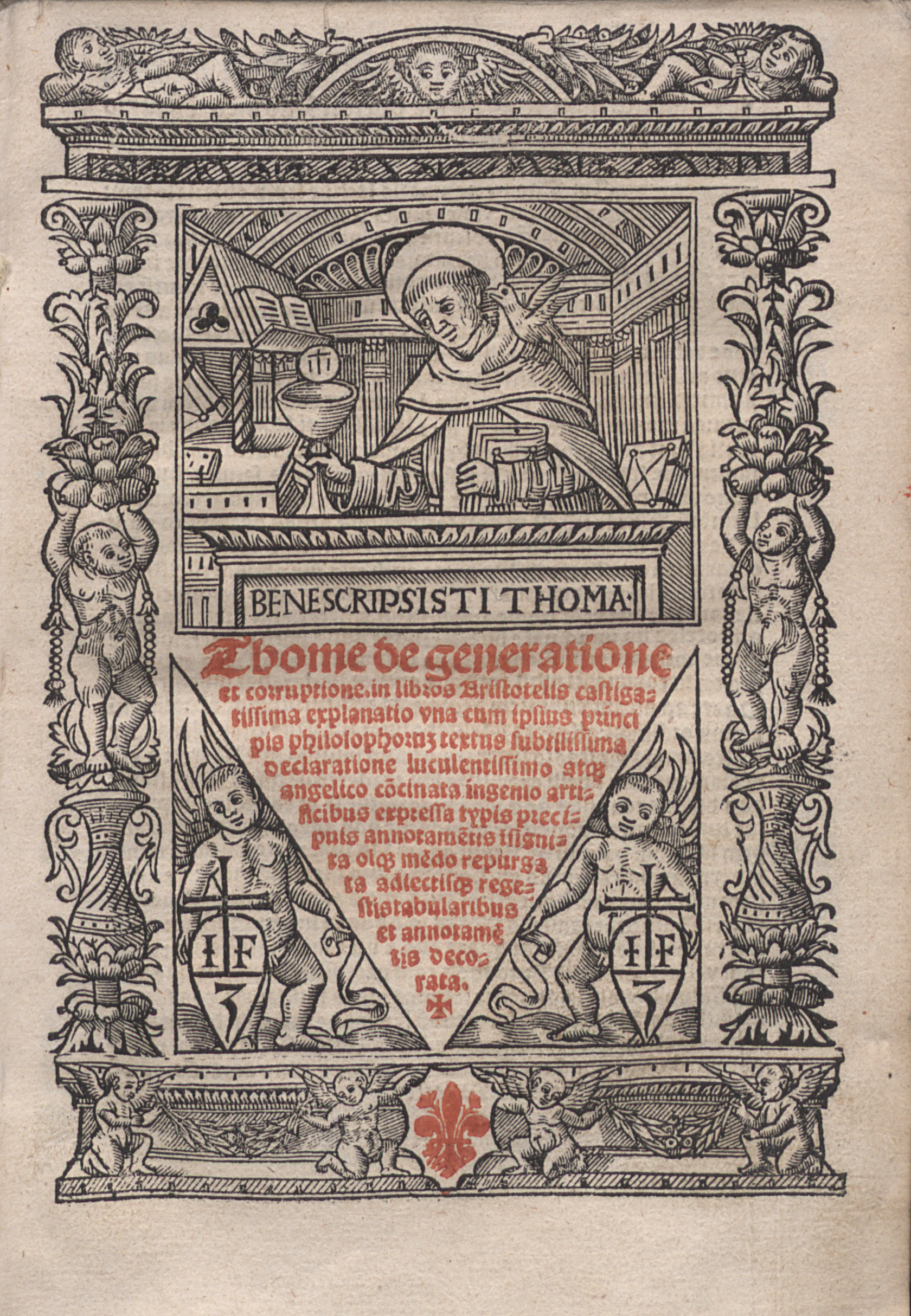
Super libros de generatione et corruptione

- Sentencia libri De anima (Commentaire du Livre De l’Âme), jusqu’au lib. III. (1267-1268). Trad. fr. par J.-M. Vernier, Commentaire du traité de l'âme d'Aristote, Vrin, 1999.
- Sentencia libri De sensu et sensato (Commentaire du Livre des "sens et sensations") (1268-1269). Pas de trad. fr.
- Sententia super Physicam (Commentaire de La Physique) (1268-1270). Pas de trad. fr.
- Sententia libri Ethicorum (Commentaire du Livre de l'Éthique à Nicomaque) (1271-1272). Pas de trad. fr.
- Sententia libri Politicorum (Commentaire du Livre de La Politique), jusqu’au Livre III, lect. 6, (vers 1272). Trad. fr. par Serge Pronovost, Commentaire du traité de la Politique d'Aristote, Éditions Docteur angélique, 2017.
- Sententia super Metaphysicam (Commentaire du Livre de la Métaphysique) (1271-1273). Pas de trad. fr.
- Sententia super Meteora (Commentaire du Livre des Météorologiques), jusqu’au Livre II, jusqu'à 10 inclusivement (1269-1271). Pas de trad. fr.
- Expositio libri Peri hermeneias (Commentaire du Peri Hermeneias) jusqu’au Livre II, lect. 2, (1270-1271). Trad. fr. par B. et M. Couillaud, Commentaire du traité de l'Interprétation d'Aristote, Les Belles Lettres, 2004.
- Expositio libri Posteriorum (Commentaire des Seconds analytiques) (1271-1272). Pas de trad. fr.
- Sententia super librum De caelo et mundo (Commentaire du Livre du ciel et du monde) (1272-1273). Pas de trad. fr.
- Sententia super libros De generatione et corruptione (Commentaire du Livre de la génération et corruption) (1272-1273). Pas de trad. fr.

### Commentaire de traité philosophique d'origine arabe
- Super librum De causis (Commentaire du Livre des Causes) (Paris puis Naples, 1269-1273). Trad. fr. par Béatrice et Jérôme Decossas, Commentaire du Livre des causes, Vrin, 2005.

### Commentaire de Boèce
- Super Boetium De Trinitate. (Paris, 1257-1258). Trad. fr. par D.-M. de Saint-Laumer, Commentaire sur le De Trinitate, Paris, Facultés Libres de Philosophie et de Psychologie, 2000.
- Expositio libri Boetii De ebdomadibus. Vers 1260. Trad. fr. : Opuscules de saint Thomas d'Aquin, t. 7, 1858, p. 293-325.

### Sermons
De nombreux sermons attribués à Thomas d'Aquin sont apocryphes. L'édition critique de l'édition léonine est en cours de publication. En attendant, on peut se contenter de : 
- Sermons., Éditions du Sandre

### Textes liturgiques
- Thomas d'Aquin écrivit notamment les trois hymnes, pour les trois principaux offices de la liturgie des Heures :

1. matines : Sacris solemniis (extrait : Panis Angelicus)
2. laudes : Verbum supernum (extrait : O salutaris Hostia)
3. vêpres : Pange lingua (également pour l'office du Saint-Sacrement, extrait : Tantum ergo)

- Lauda Sion (Louer Sion)
- Adoro te (Je T'adore) (attribution discutée et probablement erronée). Trad. fr. par J.-P. Torrell, Recherches thomasiennes, Vrin, 2000, p. 368-375.

## Florilèges et traductions
- De beatitudine, Paris, Vrin, 2005 (florilège bilingue, Thomas d'Aquin: Somme de théologie, I-II, q. 1 à 5 ; II-II, q. 179 à 182 ainsi prologues aux Commentaires sur l’Éthique à Nicomaque, à la Métaphysique d’Aristote et au Livre des causes traduits par Ruedi Imbach et Ide Fouche, accompagné du De summo bono de Boèce de Dacie).
- « La perfection, c'est la charité » Vie chrétienne et vie religieuse dans l'Église du Christ, Paris, Le Cerf, 2010 (Contre les ennemis du culte de Dieu et de l'état religieux — La perfection de la vie spirituelle — Contre l'enseignement de ceux qui détournent de l'état religieux) : Texte latin de l'édition léonine — Introduction, traduction et annotations par Jean-Pierre Torrell, o.p.